# Osmia lunata
Osmia lunata är en biart som beskrevs av Raymond Benoist 1929. Osmia lunata ingår i släktet murarbin, och familjen buksamlarbin. Inga underarter finns listade i Catalogue of Life.